# Coppa Davis 2007 Zona Asia/Oceania
La Zona Asia/Oceania (Asia and Oceania Zone) è una delle tre divisioni zonali della Coppa Davis 2007. Essa è a sua volta suddivisa in quattro gruppi :Gruppo I, Gruppo II, Gruppo III, Gruppo IV.

## Gruppo I
|                                                     | Play-off 2º turno 21-23 settembre                   | Play-off 2º turno 21-23 settembre                   | Play-off 2º turno 21-23 settembre                   |                                                     |   | Play-off 1º turno 6-8 aprile        | Play-off 1º turno 6-8 aprile        | Play-off 1º turno 6-8 aprile        |                                     |                                             | 1º turno 9-11 febbraio                      | 1º turno 9-11 febbraio                      | 1º turno 9-11 febbraio                      |                                     |                                                           | 2º turno 6-9 aprile                                       | 2º turno 6-9 aprile                                       | 2º turno 6-9 aprile                                       |                                                           |                                    |
|                                                     |                                                     |                                                     |                                                     |                                                     |   |                                     |                                     |                                     |                                     |                                             |                                             |                                             |                                             |                                     |                                                           |                                                           |                                                           |                                                           |                                                           |                                    |
|                                                     |                                                     |                                                     |                                                     |                                                     |   |                                     |                                     |                                     |                                     |                                             | Taipei, Taiwan (Sintetico indoor)           |                                             |                                             |                                     |                                                           |                                                           |                                                           |                                                           |                                                           |                                    |
|                                                     |                                                     |                                                     |                                                     |                                                     |   |                                     |                                     |                                     |                                     |                                             | S                                           | Thailandia                                  | 3                                           |                                     |                                                           |                                                           |                                                           |                                                           |                                                           |                                    |
|                                                     |                                                     |                                                     |                                                     |                                                     |   | Taipei, Taiwan (Sintetico indoor)   | Taipei, Taiwan (Sintetico indoor)   | Taipei, Taiwan (Sintetico indoor)   | Taipei, Taiwan (Sintetico indoor)   |                                             |                                             | Taipei cinese                               | 2                                           |                                     |                                                           | Osaka, Giappone (Sintetico indoor)                        | Osaka, Giappone (Sintetico indoor)                        | Osaka, Giappone (Sintetico indoor)                        | Osaka, Giappone (Sintetico indoor)                        | Osaka, Giappone (Sintetico indoor) |
|                                                     |                                                     |                                                     |                                                     |                                                     |   |                                     | Taipei cinese                       | 3                                   |                                     |                                             |                                             |                                             |                                             |                                     | S                                                         | Thailandia                                                | 0                                                         |                                                           |                                                           |                                    |
|                                                     |                                                     |                                                     |                                                     |                                                     |   |                                     | Cina                                | 2                                   |                                     | Pechino, Cina (Cemento indoor)              | Pechino, Cina (Cemento indoor)              | Pechino, Cina (Cemento indoor)              | Pechino, Cina (Cemento indoor)              |                                     | S                                                         | Giappone                                                  | 5                                                         |                                                           |                                                           |                                    |
|                                                     |                                                     |                                                     |                                                     |                                                     |   |                                     |                                     |                                     |                                     | S                                           | Giappone                                    | 4                                           |                                             |                                     |                                                           |                                                           |                                                           |                                                           |                                                           |                                    |
|                                                     | Almaty, Kazakistan (Cemento indoor)                 | Almaty, Kazakistan (Cemento indoor)                 | Almaty, Kazakistan (Cemento indoor)                 | Almaty, Kazakistan (Cemento indoor)                 |   |                                     |                                     |                                     |                                     |                                             | Cina                                        | 1                                           |                                             |                                     |                                                           |                                                           |                                                           |                                                           |                                                           |                                    |
|                                                     |                                                     | Cina                                                | 2                                                   |                                                     |   |                                     |                                     |                                     |                                     |                                             |                                             |                                             |                                             |                                     |                                                           |                                                           |                                                           |                                                           |                                                           |                                    |
|                                                     |                                                     | Kazakistan                                          | 3                                                   |                                                     |   |                                     |                                     |                                     |                                     | Namangan, Uzbekistan (Terra indoor)         | Namangan, Uzbekistan (Terra indoor)         | Namangan, Uzbekistan (Terra indoor)         | Namangan, Uzbekistan (Terra indoor)         | Namangan, Uzbekistan (Terra indoor) |                                                           |                                                           |                                                           |                                                           |                                                           |                                    |
|                                                     |                                                     |                                                     |                                                     |                                                     |   |                                     |                                     |                                     |                                     |                                             |                                             | Uzbekistan                                  | 4                                           |                                     |                                                           |                                                           |                                                           |                                                           |                                                           |                                    |
|                                                     |                                                     |                                                     |                                                     |                                                     |   | Almaty, Kazakistan (Cemento indoor) | Almaty, Kazakistan (Cemento indoor) | Almaty, Kazakistan (Cemento indoor) | Almaty, Kazakistan (Cemento indoor) |                                             | S                                           | India                                       | 1                                           |                                     |                                                           | Seul, Corea del Sud (Cemento)                             | Seul, Corea del Sud (Cemento)                             | Seul, Corea del Sud (Cemento)                             | Seul, Corea del Sud (Cemento)                             | Seul, Corea del Sud (Cemento)      |
|                                                     |                                                     |                                                     |                                                     |                                                     | S | India                               | 3                                   |                                     |                                     |                                             |                                             |                                             |                                             |                                     | Uzbekistan                                                | 0                                                         |                                                           |                                                           |                                                           |                                    |
|                                                     |                                                     |                                                     |                                                     |                                                     |   |                                     | Kazakistan                          | 2                                   |                                     | Chuncheon, Corea del Sud (Sintetico indoor) | Chuncheon, Corea del Sud (Sintetico indoor) | Chuncheon, Corea del Sud (Sintetico indoor) | Chuncheon, Corea del Sud (Sintetico indoor) |                                     | S                                                         | Corea del Sud                                             | 5                                                         |                                                           |                                                           |                                    |
|                                                     |                                                     |                                                     |                                                     |                                                     |   |                                     |                                     |                                     |                                     |                                             | Kazakistan                                  | 0                                           |                                             |                                     |                                                           |                                                           |                                                           |                                                           |                                                           |                                    |
|                                                     |                                                     |                                                     |                                                     |                                                     |   |                                     |                                     |                                     |                                     |                                             | S                                           | Corea del Sud                               | 5                                           |                                     |                                                           |                                                           |                                                           |                                                           |                                                           |                                    |
| Cina retrocessa al Group II della Coppa Davis 2008. | Cina retrocessa al Group II della Coppa Davis 2008. | Cina retrocessa al Group II della Coppa Davis 2008. | Cina retrocessa al Group II della Coppa Davis 2008. | Cina retrocessa al Group II della Coppa Davis 2008. |   |                                     |                                     |                                     |                                     |                                             |                                             |                                             |                                             |                                     | Giappone e Corea del Sud ammesse ai World Group Play-off. | Giappone e Corea del Sud ammesse ai World Group Play-off. | Giappone e Corea del Sud ammesse ai World Group Play-off. | Giappone e Corea del Sud ammesse ai World Group Play-off. | Giappone e Corea del Sud ammesse ai World Group Play-off. |                                    |

## Gruppo II
|                                                                 | Play-off 6-8 aprile                                             | Play-off 6-8 aprile                                             | Play-off 6-8 aprile                                             |                                                                 |                                           | 1º turno 9-11 febbraio                    | 1º turno 9-11 febbraio                    | 1º turno 9-11 febbraio                    |                               |                               | 2º turno 6-8 aprile                      | 2º turno 6-8 aprile                      | 2º turno 6-8 aprile                      |                                          |                                                       | 3º turno 21-23 settembre                              | 3º turno 21-23 settembre                              | 3º turno 21-23 settembre                              |                                                       |                           |
|                                                                 |                                                                 |                                                                 |                                                                 |                                                                 |                                           |                                           |                                           |                                           |                               |                               |                                          |                                          |                                          |                                          |                                                       |                                                       |                                                       |                                                       |                                                       |                           |
|                                                                 |                                                                 |                                                                 |                                                                 |                                                                 |                                           | Manila, Filippine (Cemento)               |                                           |                                           |                               |                               |                                          |                                          |                                          |                                          |                                                       |                                                       |                                                       |                                                       |                                                       |                           |
|                                                                 |                                                                 |                                                                 |                                                                 |                                                                 |                                           | S                                         | Pakistan                                  | 1                                         |                               |                               |                                          |                                          |                                          |                                          |                                                       |                                                       |                                                       |                                                       |                                                       |                           |
|                                                                 | Apia, Samoa (Cemento)                                           | Apia, Samoa (Cemento)                                           | Apia, Samoa (Cemento)                                           | Apia, Samoa (Cemento)                                           |                                           |                                           | Filippine                                 | 4                                         |                               |                               | Auckland, Nuova Zelanda (outdoor carpet) | Auckland, Nuova Zelanda (outdoor carpet) | Auckland, Nuova Zelanda (outdoor carpet) | Auckland, Nuova Zelanda (outdoor carpet) | Auckland, Nuova Zelanda (outdoor carpet)              |                                                       |                                                       |                                                       |                                                       |                           |
|                                                                 | S                                                               | Pakistan                                                        | 2                                                               |                                                                 |                                           |                                           |                                           |                                           |                               |                               | Filippine                                | 4                                        |                                          |                                          |                                                       |                                                       |                                                       |                                                       |                                                       |                           |
|                                                                 |                                                                 | Oceania Pacifica                                                | 3                                                               |                                                                 | Dunedin, Nuova Zelanda (Sintetico indoor) | Dunedin, Nuova Zelanda (Sintetico indoor) | Dunedin, Nuova Zelanda (Sintetico indoor) | Dunedin, Nuova Zelanda (Sintetico indoor) |                               | S                             | Nuova Zelanda                            | 1                                        |                                          |                                          |                                                       |                                                       |                                                       |                                                       |                                                       |                           |
|                                                                 |                                                                 |                                                                 |                                                                 |                                                                 | S                                         | Nuova Zelanda                             | 5                                         |                                           |                               |                               |                                          |                                          |                                          |                                          |                                                       |                                                       |                                                       |                                                       |                                                       |                           |
|                                                                 |                                                                 |                                                                 |                                                                 |                                                                 |                                           |                                           | Oceania Pacifica                          | 0                                         |                               |                               |                                          |                                          |                                          |                                          |                                                       | Mishref, Kuwait (Cemento)                             | Mishref, Kuwait (Cemento)                             | Mishref, Kuwait (Cemento)                             | Mishref, Kuwait (Cemento)                             | Mishref, Kuwait (Cemento) |
|                                                                 |                                                                 |                                                                 |                                                                 |                                                                 |                                           |                                           |                                           |                                           |                               |                               |                                          |                                          |                                          |                                          |                                                       |                                                       | Filippine                                             | 5                                                     |                                                       |                           |
|                                                                 |                                                                 |                                                                 |                                                                 |                                                                 |                                           | Kuwait City, Kuwait (Cemento)             | Kuwait City, Kuwait (Cemento)             | Kuwait City, Kuwait (Cemento)             | Kuwait City, Kuwait (Cemento) | Kuwait City, Kuwait (Cemento) |                                          |                                          |                                          |                                          |                                                       | S                                                     | Kuwait                                                | 0                                                     |                                                       |                           |
|                                                                 |                                                                 |                                                                 |                                                                 |                                                                 |                                           |                                           | Iran                                      | 1                                         |                               |                               |                                          |                                          |                                          |                                          |                                                       |                                                       |                                                       |                                                       |                                                       |                           |
|                                                                 | Teheran, Iran (Terra)                                           | Teheran, Iran (Terra)                                           | Teheran, Iran (Terra)                                           | Teheran, Iran (Terra)                                           |                                           | S                                         | Kuwait                                    | 4                                         |                               |                               | Mishref, Kuwait (Cemento)                | Mishref, Kuwait (Cemento)                | Mishref, Kuwait (Cemento)                | Mishref, Kuwait (Cemento)                | Mishref, Kuwait (Cemento)                             |                                                       |                                                       |                                                       |                                                       |                           |
|                                                                 |                                                                 | Iran                                                            | 2                                                               |                                                                 |                                           |                                           |                                           |                                           |                               | S                             | Kuwait                                   | 4                                        |                                          |                                          |                                                       |                                                       |                                                       |                                                       |                                                       |                           |
|                                                                 |                                                                 | Hong Kong                                                       | 3                                                               |                                                                 | Causeway Bay, Indonesia (Cemento)         | Causeway Bay, Indonesia (Cemento)         | Causeway Bay, Indonesia (Cemento)         | Causeway Bay, Indonesia (Cemento)         |                               | S                             | Indonesia                                | 1                                        |                                          |                                          |                                                       |                                                       |                                                       |                                                       |                                                       |                           |
|                                                                 |                                                                 |                                                                 |                                                                 |                                                                 |                                           | Hong Kong                                 | 2                                         |                                           |                               |                               |                                          |                                          |                                          |                                          |                                                       |                                                       |                                                       |                                                       |                                                       |                           |
|                                                                 |                                                                 |                                                                 |                                                                 |                                                                 |                                           | S                                         | Indonesia                                 | 3                                         |                               |                               |                                          |                                          |                                          |                                          |                                                       |                                                       |                                                       |                                                       |                                                       |                           |
| Pakistan e Iran retrocesse al Group III della Coppa Davis 2008. | Pakistan e Iran retrocesse al Group III della Coppa Davis 2008. | Pakistan e Iran retrocesse al Group III della Coppa Davis 2008. | Pakistan e Iran retrocesse al Group III della Coppa Davis 2008. | Pakistan e Iran retrocesse al Group III della Coppa Davis 2008. |                                           |                                           |                                           |                                           |                               |                               |                                          |                                          |                                          |                                          | Filippine promossa al Group I della Coppa Davis 2008. | Filippine promossa al Group I della Coppa Davis 2008. | Filippine promossa al Group I della Coppa Davis 2008. | Filippine promossa al Group I della Coppa Davis 2008. | Filippine promossa al Group I della Coppa Davis 2008. |                           |

## Gruppo III
Località: Sri Lanka Tennis Association, Colombo, Sri Lanka (Cemento)

Data: 16-22 luglio
|   | Pool A                    | LIB | UAE | SIN | KSA |   |                 | Pool B | OMA | SRI | VIE | MAS |
| 1 | Libano (3-0)              |     | 3-0 | 3-0 | 2-1 | 1 | Oman (3-0)      |        | 2-1 | 2-1 | 2-1 |     |
| 2 | Emirati Arabi Uniti (2-1) | 0-3 |     | 2-1 | 2-1 | 2 | Sri Lanka (2-1) | 1-2    |     | 2-1 | 2-1 |     |
| 3 | Singapore (1-2)           | 0-3 | 1-2 |     | 2-1 | 3 | Vietnam (1-2)   | 1-2    | 1-2 |     | 2-1 |     |
| 4 | Arabia Saudita (0-3)      | 1-2 | 1-2 | 1-2 |     | 4 | Malaysia (0-3)  | 1-2    | 1-2 | 1-2 |     |     |

|   | 1°-4° Play-off            | OMA | LIB | SRI | UAE |   |                      | 5°-8° Play-off | VIE | MAS | SIN | KSA |
| 1 | Oman (2-1, 6r)            |     | 1-2 | 2-1 | 3-0 | 1 | Vietnam (3-0)        |                | 2-1 | 2-1 | 2-1 |     |
| 2 | Libano (2-1, 6r)          | 2-1 |     | 1-2 | 3-0 | 2 | Malaysia (2-1)       | 1-2            |     | 3-0 | 2-1 |     |
| 3 | Sri Lanka (2-1, 5r)       | 1-2 | 2-1 |     | 2-1 | 3 | Singapore (1-2)      | 1-2            | 0-3 |     | 2-1 |     |
| 4 | Emirati Arabi Uniti (0-3) | 0-3 | 0-3 | 1-2 |     | 4 | Arabia Saudita (0-3) | 1-2            | 1-2 | 1-2 |     |     |

- Oman e Libano promosse al Gruppo II della Coppa Davis 2008.
- Singapore e Arabia Saudita retrocesse nel Gruppo IV della Coppa Davis 2008.

## Gruppo IV
Località: Theinbyu Tennis Plaza, Yangon, Birmania (Cemento)

Data: 9-13 maggio
|   | Pool A             | TJK | BAN | TKM | JOR | BRN |   |                | Pool B | SYR | MYA | QAT | IRQ | BRU |
| 1 | Tagikistan (4-0)   |     | 3-0 | 3-0 | 2-1 | 2-1 | 1 | Siria (4-0)    |        | 3-0 | 3-0 | 3-0 | 3-0 |     |
| 2 | Bangladesh (3-1)   | 0-3 |     | 2-1 | 3-0 | 3-0 | 2 | Birmania (3-1) | 0-3    |     | 3-0 | 3-0 | 3-0 |     |
| 3 | Turkmenistan (2-2) | 0-3 | 1-2 |     | 2-1 | 2-1 | 3 | Qatar (2-2)    | 0-3    | 0-3 |     | 2-1 | 3-0 |     |
| 4 | Giordania (1-3)    | 1-2 | 0-3 | 1-2 |     | 2-1 | 4 | Iraq (1-3)     | 0-3    | 0-3 | 1-2 |     | 3-0 |     |
| 5 | Bahrein (0-4)      | 1-2 | 0-3 | 1-2 | 1-2 |     | 5 | Brunei (0-4)   | 0-3    | 0-3 | 0-3 | 0-3 |     |     |

- Tajikistan e Siria promossa al Gruppo III della Coppa Davis 2008.